# Чернигов (аэропорт)
Международный аэропорт Чернигов (укр. Міжнародний аеропорт Чернігів) — недействующий международный аэропорт, расположенный в городе Чернигов — исторически сложившаяся местность (район) Аэропорт, которая является эксклавом Черниговского района между сёлами Шестовица и Киенка. Аэропорт с городом Чернигов связывает автодорога Р 69, которая ведёт к селу Киенка, далее автодороги Е 95 и Р 56. Аэропорт расположен в 18,5 км от центра города Чернигова и 3,5 км от центра села Шестовица.

## История
В октябре 1986 года началась эксплуатация нового аэропорта возле села Шестовица. Адрес предприятия — Чернигов-12, аэропорт.
«Черниговское агентство воздушных сообщений», подчинённое «Черниговскому объединённому авиаотряду», осуществляло продажу авиабилетов на самолёты Черниговского аэропорта, бронировало места для вылета из других аэропортов. В 1986 году агентство было подключено к киевской и московской автоматизированной системе продажи билетов «Сирена». С 1980 года агентство расположено в новом специализированном помещении по улице Ленина дом № 65. Агентство было создано в 1965 году на базе Черниговской авиаэскадрильи Киевского объединённого авиаотряда. 
Внутренние (Львов, Одесса, Донецк, Крым) и международные (Москва, Тула, Минск) рейсы осуществлялись до 1994 года. 
8 июля 1999 года территория аэропорта на землях Шестовицкого сельсовета была включена в состав Новозаводского района города Чернигова. 
В 2002 году аэропорт был закрыт. В начале 2000-х годов здания аэропорта были проданы различным компаниям. 

## Технические данные
Аэропорт принимал самолёты Ан-24 и Як-40. Длина взлётно-посадочной полосы — 2170 м. В аэропорту базировались собственные самолёты Ан-2 вертолёты Ми-2.